# Don't Bother
Don't Bother è un brano musicale della cantautrice colombiana Shakira pubblicato il 9 ottobre 2005 come singolo di lancio dell'album Oral Fixation Vol. 2, secondo album in lingua inglese della cantante. Il brano è stato prodotto dalla stessa Shakira in collaborazione con il team The Matrix e riarrangiato da Gustavo Celis.

## Descrizione
Il testo del brano descrive il rimorso di una donna lasciata dal suo ragazzo per un'altra ragazza, incredibilmente superiore in ogni aspetto. La donna dice a quello che era il suo uomo di non preoccuparsi per averla ferita, perché lei non piangerà per lui; al contrario, inizierà un'altra vita. Tuttavia queste espressioni si rivelano ironiche quando lei dice: "Don't bother, be unkind." (ossia "Non preoccuparti, sii crudele").
Il brano giunge sul mercato mondiale sovrapponendosi all'ancora forte promozione del singolo La tortura, riuscendo ad ottenere un discreto successo.

## Video musicale
Il video è stato diretto da Jaume de Laiguana e presentato durante il programma di MTV "Making the Video" il 27 ottobre 2005. Nel video viene mostrato il ragazzo di Shakira mentre torna a casa di mattina presto (il che suggerisce che ha passato la notte con un'altra donna) e si sdraia a letto per dormire. Appena si addormenta, Shakira prende le chiavi della sua macchina e la porta in una discarica. Una volta giunta qui, inizia a distruggerla eseguendo una sorta di "cerimonia voodoo" sul ragazzo tramite la macchina stessa: tutto quello che fa alla macchina si riflette sul corpo del ragazzo. La macchina che viene distrutta è una Ford Mustang "Shelby GT 500" di colore grigio metallico.
Il video è tra i più sensuali realizzati da Shakira: l'attore che interpreta il suo ragazzo è a petto nudo in quasi tutta la durata del video e poi ci sono delle scene che li vedono sotto una doccia. Il video è stato successivamente incluso nel cofanetto Oral Fixation Volumes 1 & 2.

## Tracce
UK / EU CD Single
1. "Don't Bother" - 4:16
2. "No" - 4:45

GER CD Single
1. "Don't Bother" - 4:16
2. "No" - 4:45
3. "Don't Bother" (Jrsnchz Main Mix) - 5:33
4. "No" (Video)

## Classifiche
| Classifiche (2005)    | Posizione Massima |
| --------------------- | ----------------- |
| Australia             | 30                |
| Austria               | 6                 |
| Belgio (Fiandre)      | 28                |
| Belgio (Vallonia)     | 32                |
| Canada                | 9                 |
| Danimarca             | 14                |
| Europa                | 17                |
| Finlandia             | 4                 |
| Francia               | 24                |
| Germania              | 7                 |
| Irlanda               | 13                |
| Italia                | 8                 |
| Norvegia              | 6                 |
| Paesi Bassi           | 15                |
| Regno Unito           | 9                 |
| Repubblica Ceca       | 7                 |
| Svezia                | 28                |
| Svizzera              | 8                 |
| Ungheria              | 5                 |
| Stati Uniti           | 42                |
| Stati Uniti (pop)     | 25                |
| Stati Uniti (digital) | 19                |

## Andamento nella classifica italiana
| Posizione | 12 | 8 | 11 | 15 | 14 | 16 | 10 | 8 | 9 | 18 | - | 24 | 15 |